# 大日方邦子
大日方邦子（日语：／ Obinata Kuniko，1972年4月16日—），日本女子高山滑雪运动员。她曾代表日本参加1994年、1998年、2002年、2006年和2010年冬季残疾人奥林匹克运动会高山滑雪比赛，获得二枚金牌、三枚银牌和五枚铜牌。